# Riu Aral
El riu Aral és un curs d'aigua pel qual el llac Manchhar (al districte de Karachi, Pakistan) descarrega la seva aigua al riu Indus. Té una longitud de 19 km i és navegable. Juntament amb el riu Nara i el llac Manchhar forma un curs continu de 160 km que corre paral·lel a l'Indus.